# Pelagiarctos thomasi
Pelagiarctos thomasi — викопний вид ластоногих ссавців родини моржевих (Odobenidae). Існував у середньому міоцені (13-15 млн років тому) вздовж тихоокеанського узбережжя Північної Америки. Скам'янілі рештки виду (неповні рештки щелеп із зубами) знайдені у відкладеннях формування Темблор в окрузі Керн у Каліфорнії.

## Опис
За оцінками Pelagiarctos сягав 2,5—3 м завдовжки та важив 350 кг.

### Раціон
Раніше про раціон цього морда фахівцям доводилося судити лише по уламках нижньої щелепи та великим зубам, що нагадували за формою зуби гієн. Гілки нижньої щелепи пелагіарктоса зросталися у справжнє підборіддя, що не властиво іншим ластоногим і дозволяло розвивати при укусі значне зусилля. Зіставивши таку будову щелеп і великі зуби хижого виду, вчені вирішили, що Pelagiarctos був хижаком верхнього рівня, що спеціалізувався на великих птахах і дрібних ластоногих.
У 2013 році палеонтологи змогли вивчити майже повну нижню щелепу, на якій видно, що зуби Pelagiarctos були просто збільшеними копіями типових зубів звичайних ластоногих. Таким чином величезні зуби цього виду були просто збільшеною версією примітивних зубів предків, що збільшувалися разом із загальними габаритами тварини. Отже, його харчова поведінка мало чим відрізнялася від поведінки сучасних моржів.